# Södra Sandbäck
Södra Sandbäck este o arie protejată (arie specială de conservare — SAC, sit de importanță comunitară — SCI) din Finlanda întinsă pe o suprafață de 2.603 ha, integral pe uscat.

## Localizare
Centrul sitului Södra Sandbäck este situat la coordonatele 60°45′12″N 20°44′35″E / 60.7532°N 20.7431°E.

## Înființare
Situl Södra Sandbäck a fost declarat sit de importanță comunitară în octombrie 1997 pentru a proteja 1 specie de animale. Situl a fost protejat și ca arie specială de conservare în aprilie 2015.

## Biodiversitate
Situată în ecoregiunea boreală, aria protejată conține 2 habitate naturale: Recifuri, Insulițe și insule mici din Baltica boreală.
La baza desemnării sitului se află o specie protejată de  mamifere: Halichoerus grypus.